# Pavel Šrut
Pavel Šrut (3. dubna 1940 Praha – 20. dubna 2018 Praha) byl český básník, překladatel, fejetonista, autor knih pro děti a písňových textů.

## Život
V letech 1962–1967 studoval anglistiku a hispanistiku na Filosofické fakultě UK. Byl redaktorem nakladatelství Naše vojsko (1968–1971); v letech 1971–1997 byl ve svobodném povolání. Posléze působil v rozhlasové stanici Vltava. Byl také autorem dobře známé knihy Lichožrouti, na které mu pomáhala ilustrátorka Galina Miklínová.
Jeho první báseň vyšla roku 1960 v časopise Kulturní tvorba. Dále publikoval například v Hostu do domu, Literárních novinách, Plameni, Sešitech pro mladou literaturu a Tváři. I Šrutova tvorba vycházela během normalizace pouze v samizdatu.
Jeho texty zhudebnili Petr Skoumal, 5P (nahrávky: …a nestřílejte na milence, Jsem v tom), Framus Five (Snad nám naše děti, Nic ve zlým, nic v dobrým, Kolej Yesterday), C&K Vocal, a Etc….
Psal verše do časopisů Čtyřlístek, Sluníčko a Mateřídouška a do leporel. Dvakrát byl zapsán na Čestnou listinu IBBY: roku 1992 za knihu Kočičí král (Na motivy anglických, irských, skotských a velšských pohádek) a znovu roku 2006 za knihu Verunka a kokosový dědek. Některé texty pro děti publikoval i pod pseudonymem Petr Karmín.
Zemřel 20. dubna 2018 v Praze na infarkt myokardu ve věku 78 let. Pohřben byl na Olšanských hřbitovech.

### Básnické sbírky
- Noc plná křídel (1964)
- Přehlásky (1967)
- Červotočivé světlo (1969)
- Malá domů (1979 samizdat, 1989 Mnichov) – výbor veršů z let 1968–1980
- Přestupný duben (1979) – výbor
- Kolej Yesterday (1990) – písňové texty
- Cadus rotundus – Sud kulatý (spoluautor Eugen Brikcius) (1993)
- Zlá milá (1997)
- Brožované básně (2000) – za tuto a předchozí knihu obdržel v roce 2000 Cenu Jaroslava Seiferta
- Papírové polobotky (2001)
- Dvě tváře (2005) – písňové texty

### Eseje
- Konzul v afrikánech (1998)

### Pro děti (výběr)
- Generál Ivanka (1965)
- Petrklíče a Petrklinky (1966)
- Verše pro tajnou chvilku (editor, spolu s Antonínem Brouskem)
- Kočka v houslích (1969)
- Motýlek do tanečních (1969)
- Zlatý pecen (1977)
- Zlatá přadlena (1977) – tato i předchozí jsou adaptacemi slovanských pohádek
- Jak šel Matěj k obrům pro perník (1979)
- Jak se z Anči nestala andulka (1980)
- Slon a jeho strýček (1980)
- O stříbrné růži (1981)
- Janek a kouzelná fazole (1982)
- Hlemýžď Čilišnek (1983)
- Pohádky doktora Vašátky (1985)
- Tři medvědi a zlá babka (1986)
- Pohádky kočky Míny (1987)
- Richard – sloní srdce a myška Mája (1988)
- Kočičí král (1989)
- Dva lelci ve skříni o Karlíkovi nemluvě (1990)
- Prcek Tom a dlouhán Tom a jiné velice americké pohádky (1993)
- Otíkova čítanka (1994)
- Kde zvedají nožku psi aneb v Pantáticích na návsi (1995)
- Obr jménem drobeček (1997)
- Petr Pan (1997) – převyprávění klasické knihy J. M. Barrieho
- Ezopovy bajky / vypravuje Pavel Šrut ; nakreslil Miloslav Jágr (1998), Praha : Albatros, 1998, ISBN 80-00-00561-1
- Život Brouka (1999)
- Pavouček Pája (2001)
- Veliký tůdle (2003)
- Velká kniha českých pohádek (2003)
- Verunka a kokosový dědek (2004)
- Příšerky a příšeři (2005)
- Pohádky brášky Králíka (2007)
- Šišatý švec a myšut (2008)
- Lichožrouti (2008) (z těchto posledních osmi pět s Galinou Miklínovou, kromě Velké knihy českých pohádek a Pohádek brášky Králíka) – cena Magnesia Litera

### Překlady
- William Shakespeare: Sonety (s kolektivem dalších překladatelů) (1976)
- Robert Graves: Příznaky lásky (1977); znovu jako Kráska v nesnázích (2006)
- Obrys mušle. Poezie španělské avantgardy (s Janem Hlouškem a Miloslavem Uličným) (1979)
- Ostrov, kde rostou housle (s kolektivem dalších překladatelů) (1987)
- Dylan Thomas: Svlékání tmy (1988)
- John Updike: Domácí biograf (1988)
- David Herbert Lawrence: Sopečná růže (1990)
- Angela Carterová: Kytice dívčích pohádek (1993)
- Pauline Barnesová: Paní, vy už zase ječíte (1994)
- Salman Rushdie: Hárún a Moře příběhů (s Michalem Strenkem) (1994)
- Arnold Lobel: Pan Sova (1996)
- Leonard Cohen: Výbor z poezie (1998)

### Spolupráce na animovaných filmech
- Peripetie zpěvu, r. J. Tyller (1985)
- Kolik je na světě moří, r. N. Čampulková (1987) – oba s Janem Vodňanským

## Seznam textů písní
- 5 ježibab (Jan Hartl) hudba: Petr Skoumal
- Anděl nad městem (Luboš Pospíšil) hudba: Bohumil Zatloukal
- Anonym z Léta Páně Středověk (Petr Novák) hudba: Petr Přibyl
- Azylový dům (Luboš Pospíšil) hudba: Luboš Pospíšil
- Banální příběh o domě (Marta Kubišová) hudba: Petr Skoumal
- Banální příběh o klíči (Luboš Pospíšil) hudba: Petr Skoumal
- Bitva o Karlův most (Michal Prokop) hudba: Jan Hrubý
- Bludičky (Petr Skoumal) hudba: Petr Skoumal
- Blues pro poštovní doručovatelku (Michal Prokop) hudba: Michal Prokop
- Bohužel (Petr Skoumal) hudba: Petr Skoumal
- Bydlet! (Luboš Pospíšil) hudba: Luboš Pospíšil
- Cesta na Antily (Luboš Pospíšil) hudba: Luboš Pospíšil
- Co Ti dám (Vladimír Mišík) hudba: Vladimír Mišík
- Cokoli (Michal Prokop) hudba: Petr Skoumal
- Černé jaro (Petr Novák) hudba: Michal Pavlík
- Dávné sliby (Petr Novák) hudba: Stanislav Staněk
- Déja vu (Vladimír Mišík) hudba: Petr Skoumal
- Dopisy (Jaroslav Nejezchleba) hudba: Petr Skoumal
- Drahá (Luboš Pospíšil) hudba: Luboš Pospíšil
- Dubnový strom v říjnu (Marta Kubišová) hudba: Dežo Ursiny
- Dva mrňaví uličníci (P. Skoumal, J. Nejezchleba) hudba: Petr Skoumal
- Dvě tváře: Jekyll a Hyde (L. Pospíšil, B. Zatloukal) hudba: Luboš Pospíšil
- Dynastie NE (Petr Novák) hudba: Petr Přibyl
- Filmové vraždy (Luboš Pospíšil) hudba: Bohumil Zatloukal
- Groteska (Luboš Pospíšil) hudba: Petr Skoumal
- Had a plaz (Petr Skoumal) hudba: Petr Skoumal
- Hejkal (Petr Skoumal) hudba: Petr Skoumal
- Highway za Petrem Kalandrou (Luboš Pospíšil) hudba: Luboš Pospíšil
- Hospoda na Věčnosti (Michal Prokop) hudba: Jan Hrubý
- Chmúry (Jaroslav Nejezchleba) hudba: Petr Skoumal
- Chutnáš po cizím ovoci (Luboš Pospíšil) hudba: Bohumil Zatloukal
- Izabela (Luboš Pospíšil) hudba: Luboš Pospíšil
- Jack a Jim (Luboš Pospíšil) hudba: Luboš Pospíšil
- Jak se loví gazely (Z. Hanzlová, H. Horká, P. Skoumal) hudba: Petr Skoumal
- Jak se loví gorila (Luděk Čtvrtlík, Petr Skoumal) hudba: Petr Skoumal
- Jak velbloud nepochodil (Z. Hanzlová, H. Horká, P. Skoumal) hudba: Petr Skoumal
- Jako... (Helena Arnetová) hudba: Jiří Cerha
- Jeden den jediného léta (Bohumil Zatloukal) hudba: Petr Skoumal
- Ježipíseň (P. Skoumal, J. Nejezchleba) hudba: Petr Skoumal
- Jsem v tom (Luboš Pospíšil) hudba: Vladimír Houdek
- Kampa (Luboš Pospíšil) hudba: Luboš Pospíšil
- Kartáček na zuby (Michal Prokop) hudba: Petr Skoumal
- Kdyby prase mělo křídla (Jiří Lábus, Oldřich Kaiser) text James Reeves, překlad Pavel Šrut, hudba: Petr Skoumal
- Klub osamělých srdcí (Luboš Pospíšil) hudba: Luboš Pospíšil
- Kolej Yesterday (Michal Prokop) hudba: Petr Skoumal
- Kolumbus (Luboš Pospíšil) hudba: Bohumil Zatloukal
- Koukej, lásko (Luboš Pospíšil) hudba: Luboš Pospíšil
- Kráska v nesnázích (Luboš Pospíšil) hudba: Petr Skoumal
- Kuplířka Lukrécie (Michal Prokop) hudba: Michal Prokop
- Kuřata v igelitu (Luboš Pospíšil) hudba: Luboš Pospíšil
- Láska je protijed (Michal Prokop) hudba: Petr Skoumal
- Lidová slavnost Robinsonů (Luboš Pospíšil) hudba: Luboš Pospíšil
- Liška a myška (Z. Hanzlová, H. Horká, P. Skoumal) hudba: Petr Skoumal
- Loučení s andělem (Luboš Pospíšil) hudba: Luboš Pospíšil
- Mám pořád delší stín (Petr Novák) hudba: Petr Novák
- Máme doma paní s úsměvem Mony Lísy (Luboš Pospíšil) hudba: Luboš Pospíšil
- Mánie (Luboš Pospíšil) hudba: Bohumil Zatloukal
- Maturitní ples (Luboš Pospíšil) hudba: Petr Skoumal
- Medvědi a lidi (Z. Hanzlová, H. Horká, P. Skoumal) hudba: Petr Skoumal
- Město P. (Luboš Pospíšil) hudba: Luboš Pospíšil
- Miriam (Luboš Pospíšil) hudba: Bohumil Zatloukal
- Mistr světa v dámě (Luboš Pospíšil) hudba: Luboš Pospíšil
- Mít paměť (Petr Skoumal) hudba: Petr Skoumal
- Mít sen a jen jemu se vzdát (Pavel Vítek, Eva Urbanová) hudba: Mitch Leight
- Moje holka Kalamita (Michal Prokop) hudba: Michal Prokop
- Momentka lásky z firmy Putyka (Luboš Pospíšil) hudba: Luboš Pospíšil
- Motýl anonym (Luboš Pospíšil) hudba: Luboš Pospíšil
- Mr. Death (Petr Novák) hudba: Petr Novák
- Můj brácha Ing. (Michal Prokop) hudba: Petr Skoumal
- Muzeum figurín (Luboš Pospíšil) hudba: Luboš Pospíšil
- Můžem si za to oba (Luboš Pospíšil) hudba: Pavel Jeřábek
- Na ulici (Petr Skoumal) hudba: Petr Skoumal
- Na útěku (Luboš Pospíšil) hudba: Luboš Pospíšil
- Nad městem letěl v noci anděl (Luboš Pospíšil) hudba: Bohumil Zatloukal
- Nákupčí tajných lidských přání (Michal Prokop) hudba: Michal Prokop
- Navštívil mě anděl ve snu (Luboš Pospíšil) hudba: Luboš Pospíšil
- Někdy a někde (Michal Prokop) hudba: Michal Prokop
- Někdy se vytratí naděje (Petr Skoumal) hudba: Petr Skoumal
- Nevinná milá (Luboš Pospíšil) hudba: Bohumil Zatloukal
- Než přijde dcera z diskotéky (Michal Prokop) hudba: Petr Skoumal
- Nic ve zlým, nic v dobrým (Michal Prokop) hudba: Michal Prokop
- Nikdo (Luboš Pospíšil) hudba: Luboš Pospíšil
- Nikdy (Luboš Pospíšil) hudba: Bohumil Zatloukal
- Obyčejnej chlápek (Michal Prokop) hudba: Jan Hrubý
- Opeřená ryba (Helena Arnetová) hudba: Jiří Cerha
- Pán Fatamorgán (Luboš Pospíšil) hudba: Luboš Pospíšil
- Pán hospod – Hospodin (Luboš Pospíšil) hudba: Ondřej Fencl
- Pejsek a zloděj (Petr Skoumal) hudba: Petr Skoumal
- Píseň o moři (Tomáš Rukavička) hudba: Petr Skoumal
- Píši Vám, Karino (Luboš Pospíšil) hudba: Bohumil Zatloukal
- Po recepci (Petr Skoumal) hudba: Petr Skoumal
- Pojďte s námi do bludiště (Luboš Pospíšil) hudba: Luboš Pospíšil
- Poloviční kouzelníci (Jiří Štědroň, Ladislav Frej) hudba: Petr Skoumal
- Popěvek (Michal Prokop) hudba: Petr Skoumal
- Poprvé naposledy (Michal Prokop) hudba: Petr Skoumal
- Pozvánka do Vodvazbaru (Petr Novák) hudba: Michal Pavlík
- Prostě se to stalo (Luboš Pospíšil) hudba: Bohumil Zatloukal
- Příběh (Luboš Pospíšil) hudba: Luboš Pospíšil
- Přísně tajná dovolená (Petr Novák) hudba: Stanislav Staněk
- Ranní Národní (Luboš Pospíšil) hudba: Luboš Pospíšil
- Ranní vzkaz (Luboš Pospíšil) hudba: Luboš Pospíšil
- Ruská (Luboš Pospíšil) hudba: Bohumil Zatloukal
- Růže z květinářství (Luboš Pospíšil) hudba: Luboš Pospíšil
- Silueta (Michal Prokop) hudba: Michal Prokop
- Sisyfova žena (Helena Arnetová) hudba: Jiří Cerha
- Slepejši a motejli (Hm...) hudba: Marek Doubrava
- Sloní (L. Šonka, J. Kretschmerová, J.Hartl) hudba: Petr Skoumal
- Soukromá cesta do Nikam (Luboš Pospíšil) hudba: Luboš Pospíšil
- Srdcerváč (Luboš Pospíšil) hudba: Bohumil Zatloukal
- Stará píseň (Michal Prokop) hudba: Petr Skoumal
- Staré fotky (Luboš Pospíšil) hudba: Luboš Pospíšil
- Sto roků samoty (Michal Prokop) hudba: Michal Prokop
- Stodolní (Michal Prokop) hudba: Petr Skoumal
- Šeherezáda (Michal Prokop) hudba: Michal Prokop
- Šišatý švec (Hm...) hudba: Marek Doubrava
- Škytavka (Hm...) hudba: Marek Doubrava
- Šlapala k ránu chodník (Luboš Pospíšil) hudba: Luboš Pospíšil
- Šumař na střeše (Tomáš Töpfer, Miloš Vávra) hudba: Jerry Bock
- Tajnej (Luboš Pospíšil) hudba: Luboš Pospíšil
- Ten zcela tvůj způsob (Luboš Pospíšil) hudba: Luboš Pospíšil
- Tisíc způsobů, jak zabít lásku (Lenka Filipová) hudba: Lenka Filipová
- Toulavá kočka (Luboš Pospíšil) hudba: Luboš Pospíšil
- Úhel pohledu (Luboš Pospíšil) hudba: Luboš Pospíšil
- Uprostřed noci (Luboš Pospíšil, Sváťa Chalupa) hudba: Sváťa Chalupa
- Útěky (Michal Prokop) hudba: Michal Prokop
- V baru jménem Krásný ztráty (Michal Prokop) hudba: Michal Prokop
- Válka slov (Luboš Pospíšil) hudba: Bohumil Zatloukal
- Vanda a Žanda (Vladimír Mišík) hudba: Stanislav Kubeš
- Vánoční (Hm...) hudba: Marek Doubrava
- Ve frontě na párek v rohlíku (Luboš Pospíšil) hudba: Bohumil Zatloukal
- Veřejný vítr (Luboš Pospíšil) hudba: Luboš Pospíšil
- Vlkodlak (Petr Skoumal) hudba: Petr Skoumal
- Vymítač ďáblů (C&K Vocal) hudba: Jiří Cerha
- Vzdálená tvář (Luboš Pospíšil) hudba: Bohumil Zatloukal
- Yetti blues (Michal Prokop) hudba: Michal Prokop
- Zakopaný money (Olympic) hudba: Petr Janda
- Zastavte svět (Michal Prokop) hudba: Luboš Andršt
- Zátiší s dívkou a jestřábem (Luboš Pospíšil) hudba: Bohumil Zatloukal
- Zlá milá (Luboš Pospíšil) hudba: Bohumil Zatloukal
- Zloději času (Michal Prokop) hudba: Petr Skoumal
- Zvěrokruhy (Petr Skoumal, Rebeka Mertová) hudba: Petr Skoumal
- Žofka (Petr Skoumal) hudba: Petr Skoumal

## Ocenění díla
Obdržel ocenění v soutěži dětských knih Zlatá stuha v letech 2004 a 2005 a čtyři nominace na Magnesii Literu (2004, 2005, 2007, 2009). Poslední nominaci proměnil.
- 2012 Cena Karla Čapka,[4] kterou uděluje každý sudý rok české centrum PEN klubu.
- 2015 Státní cena za literaturu